# Anthracia eriopodoides
Anthracia eriopodoides là một loài bướm đêm trong họ Noctuidae.